# U-Bahnhof Universität (Kiew)
Der U-Bahnhof Universität (ukrainisch Університет (станція метро)/ Uniwersytet (stanzija metro) / ⓘ, russisch Университет (станция метро)) ist ein U-Bahnhof der Metro Kiew in der ukrainischen Hauptstadt Kiew. Beim Bahnhof kamen im sowjetischen Metrobau innovative Technologien zum Einsatz. Architektonisch steht der Bahnhof am Ende der Epoche des Sozialistischen Klassizismus und dem Übergang zur zweiten sowjetischen Moderne.

## Geschichte
Der U-Bahnhof wurde 1958 bis 1959 als Teil des ersten Bauabschnitte der Kiewer Metro erbaut. Eröffnet wurde er am 6. November 1960.
Zu den Architekten des Bahnhofs gehörten unter anderem Tamara Dawidowna Jeligulaschwili, Lidija Lukiwna Semenjuk und Olga Sergejewna Losinskaja. An der Ausgestaltung der Station waren unter anderem die Bildhauer Michail Grigorjewitsch Lyssenko und Oxana Alexandrowna Suprun beteiligt.
Die tiefe Lage der Bahnsteige stellte die Erbauer vor Herausforderungen. Rolltreppen mit der erforderlichen Länge standen in der damaligen Sowjetunion nicht zur Verfügung. Als Lösung sah man wie an den Stationen Arsenalna und Chreschtschatyk ein Zwischengeschoss vor, was die Teilung der Rolltreppenanlage ermöglichte. Das Zwischengeschoss mit einem Gewicht von mehr als 3500 t wurde ab Februar 1958 an der Erdoberfläche montiert und dann in einem Schacht abgesenkt. Dazu wurde der Boden unter dem montierten Zwischengeschoss weggebaggert, so dass es langsam in den entstehenden Schacht hineinglitt. Die Montage und das Absenken konnten in vier Monaten abgeschlossen werden. Dieses Verfahren wurde erstmals bei der Station Universität angewendet und kam danach bei ähnlich tief liegenden Stationen wie Kreschtschatik und Arsenalna zum Einsatz.
Im Jahr 1959 begann der Bau des Eingangspavillons, im Folgejahr der Bau der Schächte der Rolltreppenanlage. Bei der Montage der Rolltreppen ergaben sich Verzögerungen, so dass einen Monat vor der geplanten Eröffnung noch Geländer und Beleuchtung fehlten; letztendlich konnte der Bau jedoch termingerecht vollendet werden.
Wie alle tiefen Stationen in Kiew wird die zentrale Bahnsteighalle nur durch eine Rolltreppe auf einer Stirnseite erschlossen. Der Begriff „tiefe Station“ bezeichnet in der Sowjetunion nicht die Lage des Bahnsteigs unter der Erdoberfläche, sondern Bahnhöfe, die in geschlossener Bauweise errichtet werden. Es handelt sich hier, wie bei der Station Arsenalna, um einen Bahnhof vom Typ Pylon.  Eine derartige Station besteht aus drei unabhängigen Hallen, die durch eine Pylonenreihe mit dazwischenliegenden Durchgängen voneinander getrennt sind. Die Durchmesser der drei Röhren schneiden sich dabei nicht. Vorteil dieser Bauweise ist, dass der Gebirgsdruck besser aufgenommen und verteilt werden kann, nachteilig, dass aufgrund der wenigen Durchgänge der Durchsatz an Fahrgästen geringer ist als bei anderen Stationstypen.

## Name
Ihren Namen erhielt die Station aufgrund ihrer Nähe zum Hauptgebäude der Taras-Schewtschenko-Universität, welches sich ungefähr 500 m in östlicher Entfernung befindet. Bislang blieb die Station von Umbenennungen verschont.

## Lage und Zugang
Der U-Bahnhof befindet sich direkt am Taras-Schewtschenko-Boulevard an der Stelle des ursprünglichen Eingangs zum Botanischen Garten Kiew. Der Bau eines zweiten Eingangs zum Tolstoi-Prospekt wurde und wird erwogen, konkrete Planungen liegen jedoch nicht vor.
Die Lobby ist über zwei dreispurige Rolltreppen mit dem Zwischengeschoss verbunden, dieses wiederum durch weitere dreispurige Rolltreppen mit dem Bahnsteig. Die Konstruktion des unterirdischen Teils besteht aus drei Röhren, von denen die beiden äußeren die Gleise aufnehmen und die mittlere den 100,7 m langen und 19,7 m breiten Inselbahnsteig.

## Architektur

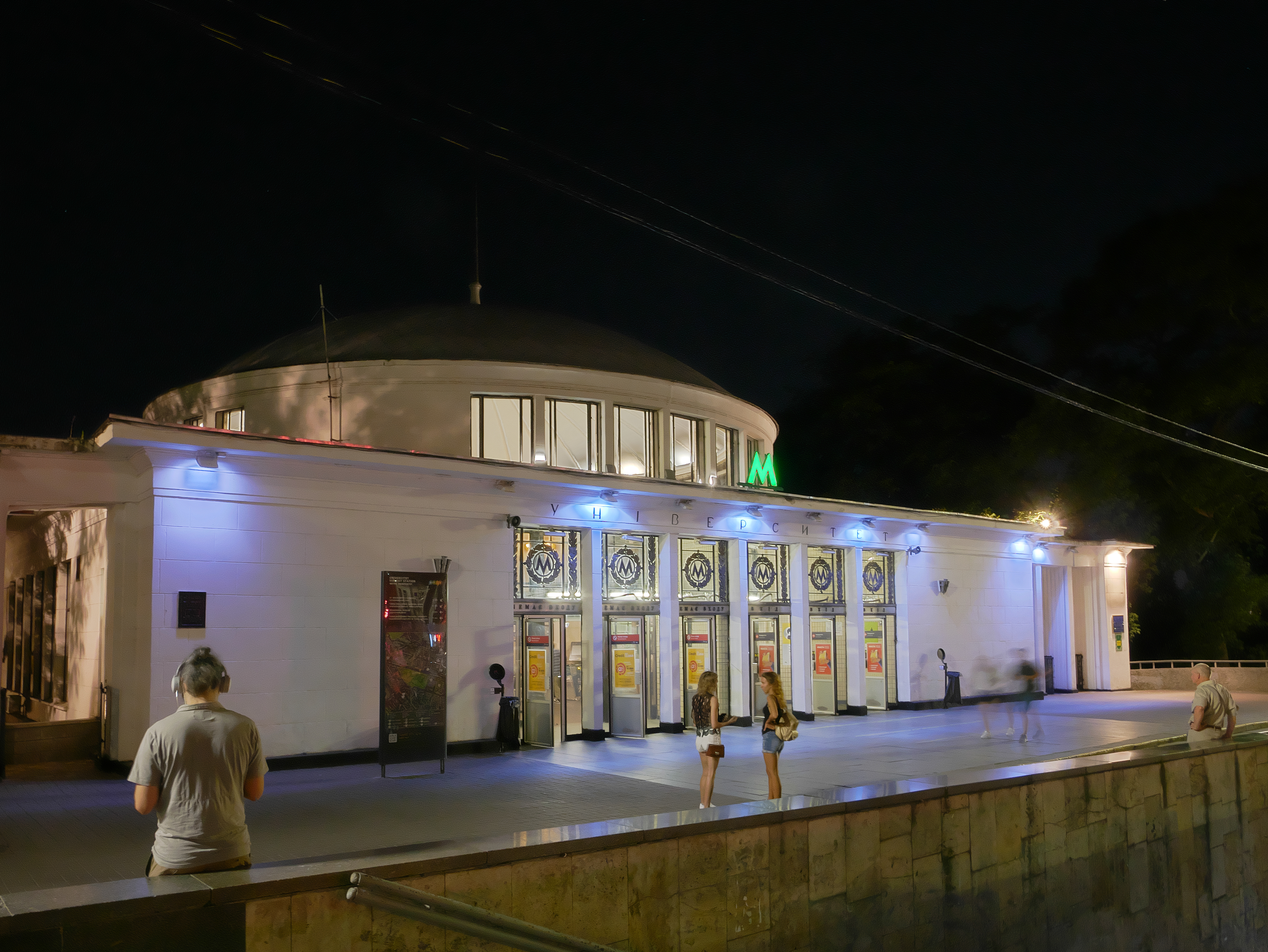
Eingang zur U-Bahnstation Universität

Der U-Bahnhof gilt aufgrund seiner Architektur, besonders aber aufgrund der Ausgestaltung der unteriirdischen Stationshalle als Beispiel des Sozialistischen Klassizismus, während das Empfangsgebäude auf die Richtungsänderung innerhalb der sowjetischen Architektur hinweist und an der Schwelle zur Moderne steht.
Ursprünglich war in den Entwürfen von 1956 als Empfangsgebäude ein streng klassizistischer Kubus orgesehen. Der Eingangsbeeich des massiven Baukörpers mit quadratischem Grundriss wurde von zwei breiten Pylonen flankiert, die mit einem Fries geschmückt waren. Eine Variante sah einen nahezu identischen Baukörper, allerdings ohne Fries, unter Einbeziehung der Kolonnaden des Eingangs zum Botanischen Garten vor.
Letztendlich wurde das Empfangsgebäude als Pavillon mit einer zentralen Kuppel aus Stahlbeton ausgestaltet. Der Baukörper mit flacher Kuppel und Sockel verweist auf die Planungsgeschichte in den 1950er Jahren. Er nimmt den Kassenbereich und den Zugang zur Rolltreppenanlage auf. Links und rechts schließen sich die Kolonnaden des ehemaligen Haupteingangs des Botanischen Gartens der Kiewer Universität an. Aufgrund der Topographie des Geländes liegt ein Teil der Rolltreppenanlage außerhalb des Empfangsgebäudes über der Erdoberfläche. Dies wird durch eine Terrasse mit zwei geschwungenen Treppen aus Granit jedoch kaschiert. Auf Schmuckelemente weitgehend äußerlich weitgehend verzichtet, lediglich einige Gesimse zieren die Fassade, ansonsten ist diese großflächig glatt verputzt. Das M als Zeichen für die Metro ist jedoch mit floralen Motiven verziert. Auf der zum Botanischen Garten gewandten Seite des Pavillons befand sich ursprünglich ein Café.
Der Kassenbereich mit dem Zugang zur Rolltreppe nimmt die gesamte Rotunde ein. In den Anbauten befanden sich ursprünglich Geschäfte und  technische Anlagen des Bahnhofes. Die Wände sind innen mit braun-rosanem Marmor verkleidet. Im Kontrast dazu stehen die weißen Ornamente und die Kandelaber aus Bronze. Wiederkehrendes Motiv sind florale Schmuckelemente, insbesondere Lorbeer.
Vom Kassenbereich führt eine dreispurige Rolltreppe in das Zwischngeschoss. Die einzelnen Treppen werden je nach Verkehrsaufkommen in eine der beiden Richtungen geschaltet oder außer Betrieb genommen. Vom Zwischengeschoss führt eine weitere Rolltreppenanlage zum Bahnsteig.
Das Zwischengeschoss  dient nur zur Verbindung der beiden Rolltreppenanlagen. Auf Schmuckelemente wurde weitgehend verzichtet. Die Wände sind auch hier mit braun-rosanen Keramikfliesen verkleidet.
Die Pylone der Bahnsteighalle sind ebenfalls mit braun-rosa Marmor verkleidet. An den Seitenpylonen der Mittelhalle befinden sich in Nischen jeweils 8 Büsten herausragender Persönlichkeiten aus Wissenschaft und Kultur.  Jeweils vier Büsten stellen Persönlichkeiten russischer und ukrainischer Herkunft dar. Im einzelnen handelt es sich um
- Alexander Bogomelez, Bildhauer Michail Grigorjewitsch Lyssenko
- Michail Lomonossow, Bildhauer Andrei Andrejewitsch Schapran
- Dmitri Mendelejew, Bildhauer Pjotr Filippowitsch Ostapenko
- Gregorius Skoworoda, Bildhauer Walentin Iwanowitsch Snoba
- Taras Schewtschenko, Bildhauer Anatoli Jefimowitsch Belostozkij
- Maxim Gorki, Bildhauer Edward Michailowitsch Kunzewitsch
- Alexander Puschkin, Bildhauer Alexander Alexandrowitsch Kowaljow
- Iwan Franko, Bildhauer Oxana Alexandrowna Suprun

Die weißen Büsten bilden einen starken Kontrast zum Marmor der Wandverkleidungen.
Seitlich der Seitenhallen, an den Pylonen, befinden sich durchbrochene Lüftungsgitter aus Gips in Form runder Medaillons mit dem Bahnhofsnamen. Der zur Verkleidung der Station verwendete Marmor ist reich an versteinerten Überresten prähistorischer Tiere. So finden sich beispielsweise unter der Büste von Maxim Gorki sowie in der Wandverkleidung der Seitenhalle entlang des ersten Weges große Abschnitte von Ammonitenschalen. Die Wände der Bahnsteige sind mit Keramikfliesen verkleidet.
In den unterirdischen Hallen kommt eine Gesimsbeleuchtung zum Einsatz. Erstmalig wurde die vom Architekten Alexei Duschkin entwickelte Beleuchtungsart im U-Bahnhof Dworez Sowetow in Moskau eingesetzt.
Bis 1992 stand am Ende der Halle eine Statue von W. I. Lenin. Die Statue wurde entfernt und zerstört. An dieser Stelle befindet sich seitdem eine Plakatwand, die auf den Bau des ersten Abschnitts der Kiewer Metro im Jahre 1960 hinweist. Im November 2022 wurden Büsten russischer Persönlichkeiten mit Holzkästen verdeckt.
Seit 1986 hat der Bahnhof den Status eines Kulturdenkmals örtlicher Bedeutung (Nummer 171 in der Denkmalliste von 1986), Nummer 1280 in der Denkmalliste von 2013

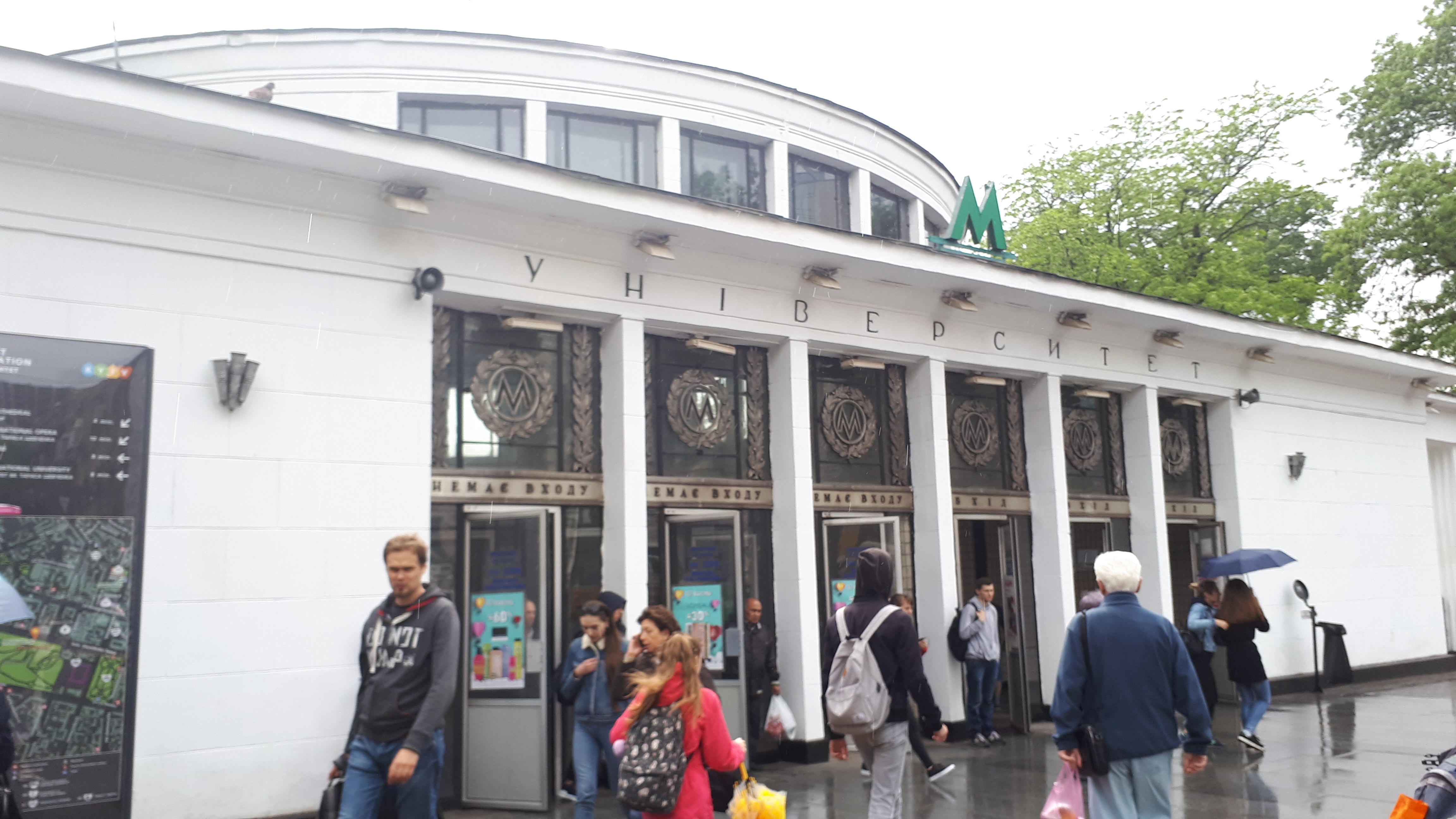
Enpfangsgebäude, Front zur Straße
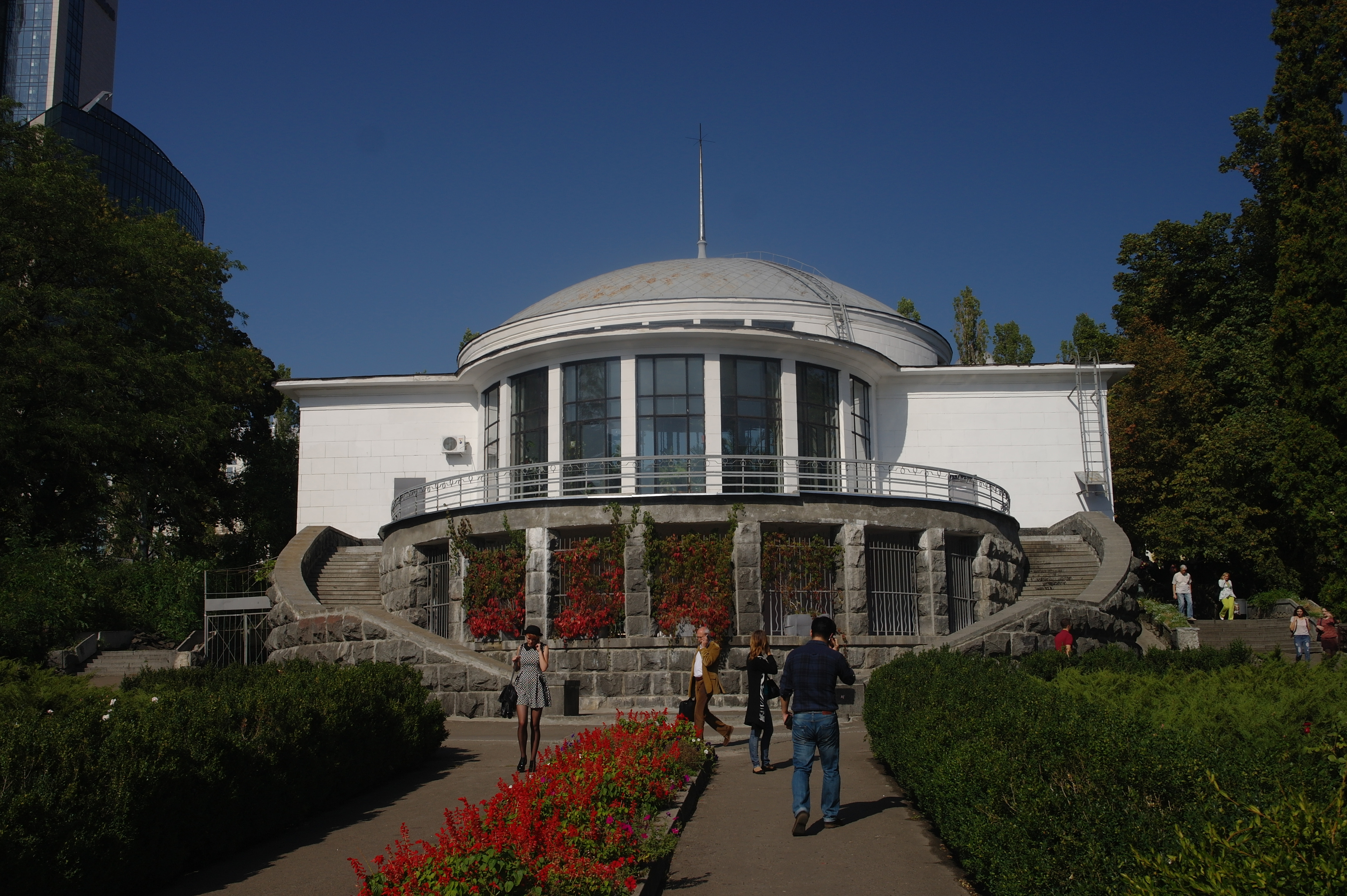
Rückseite des Eingangsgebäudes vom Botanischen Garten aus
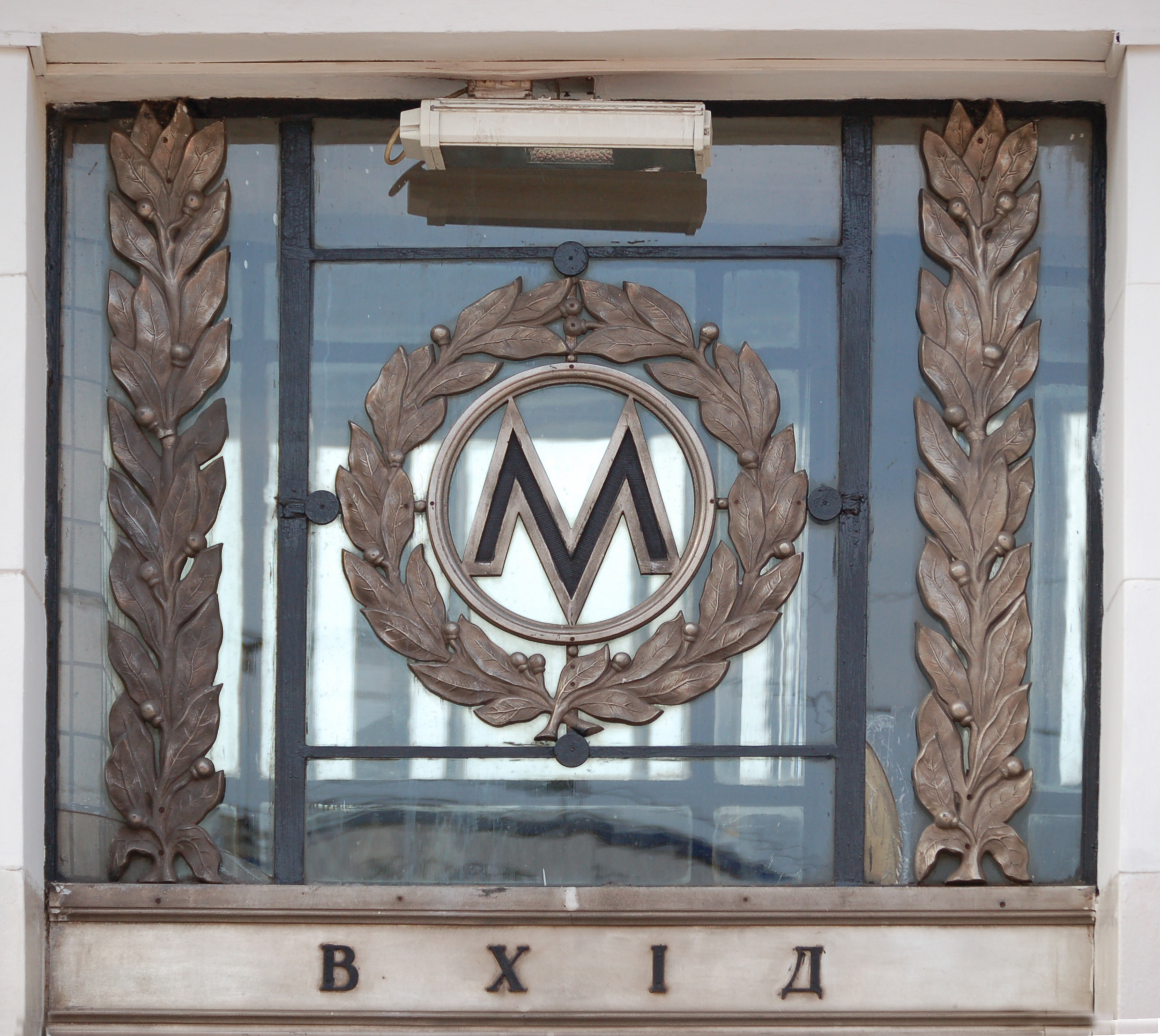
Ornamentale Ausgestaltung des Metro-Symbols
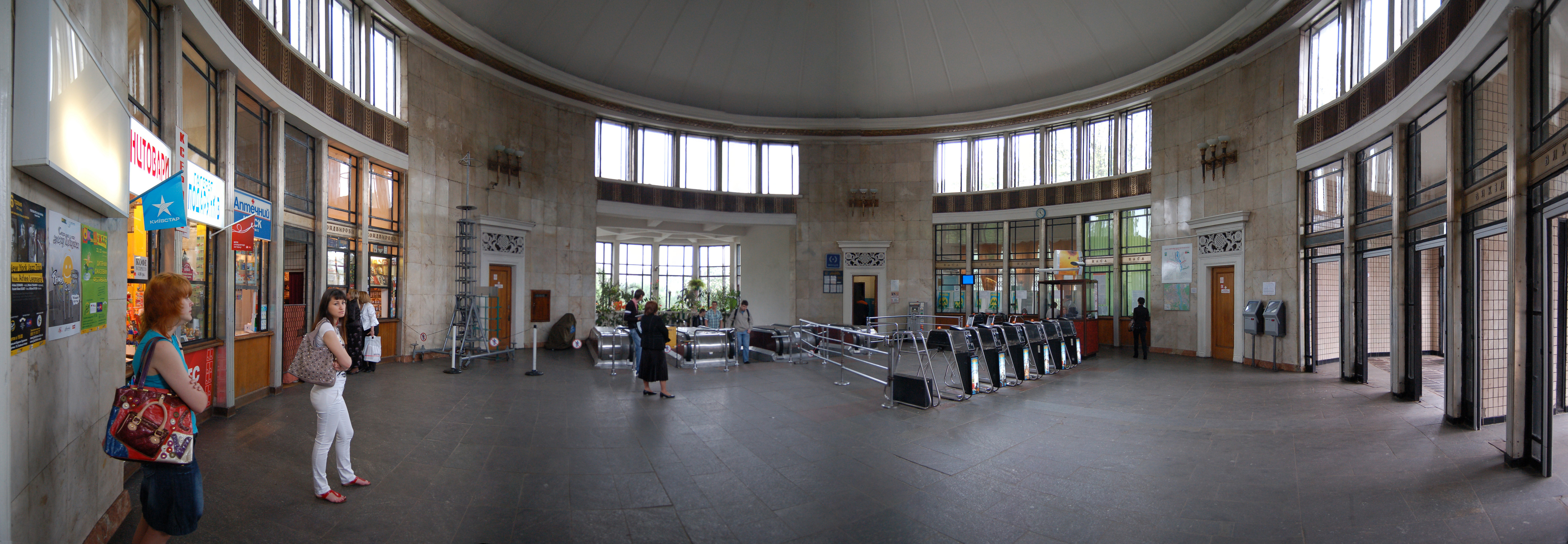
Halle des Eingangsbeäudes mit Zugang zur Rolltreppenanlage
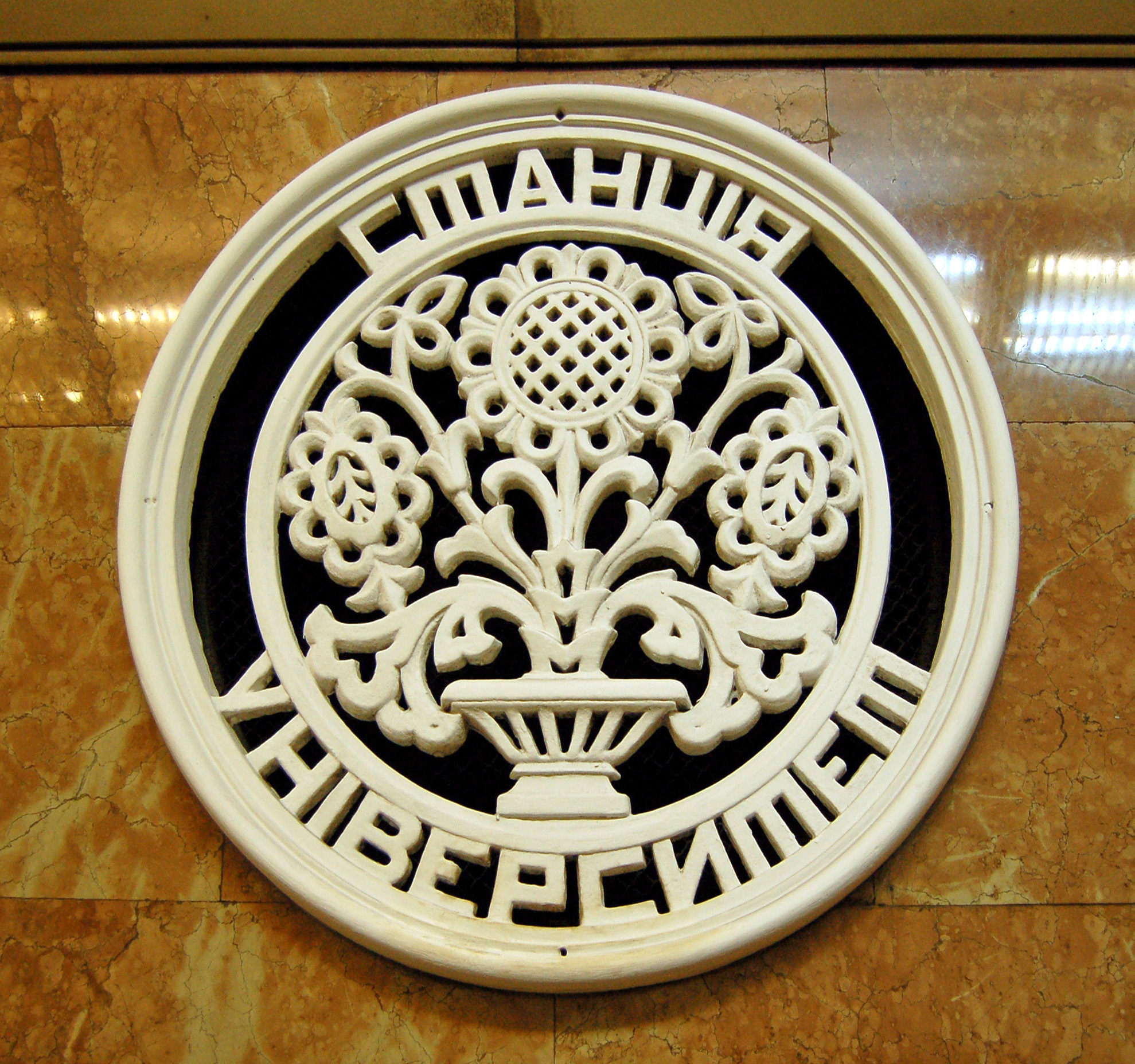
Ornamentale Ausgestaltung eines Lüftungsgitters
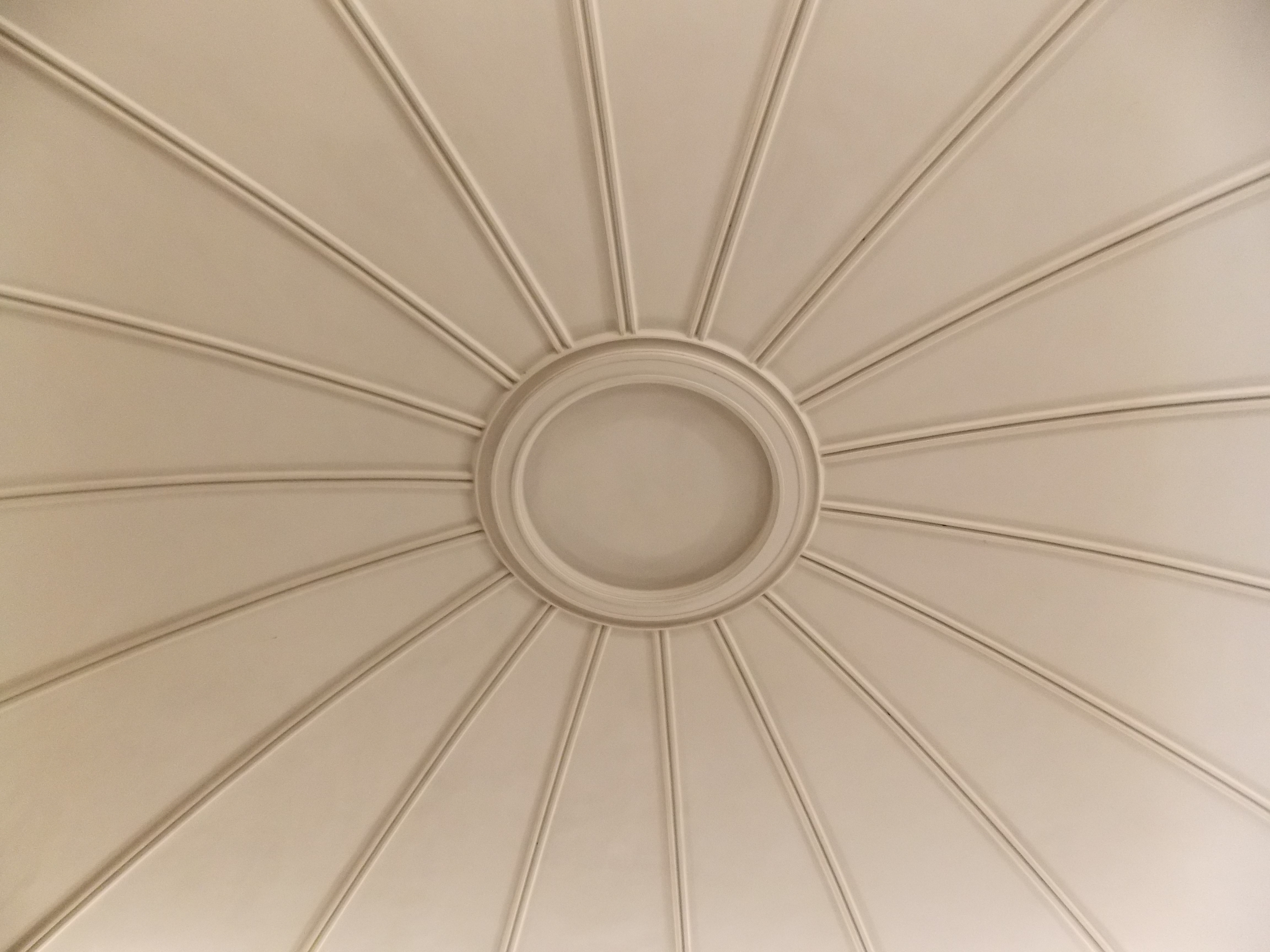
Deckengestaltung der Rotunde
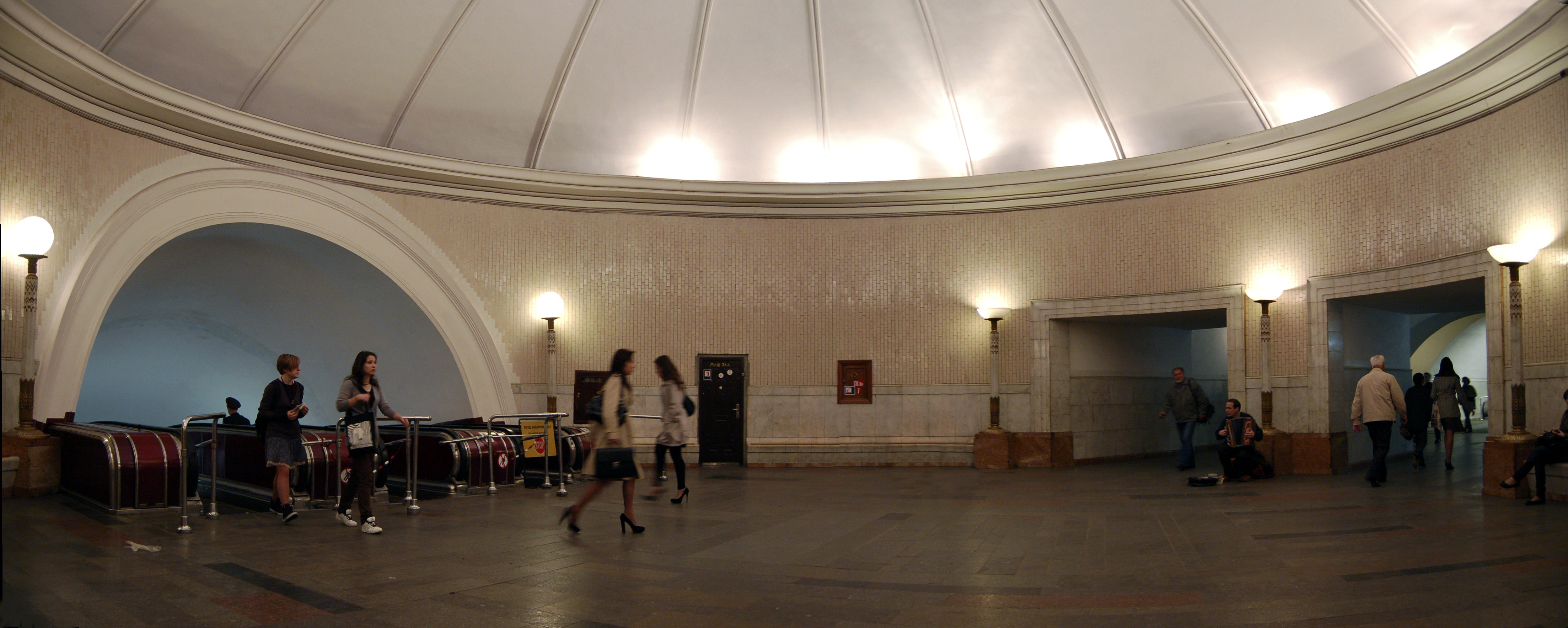
Zwischengeschoss
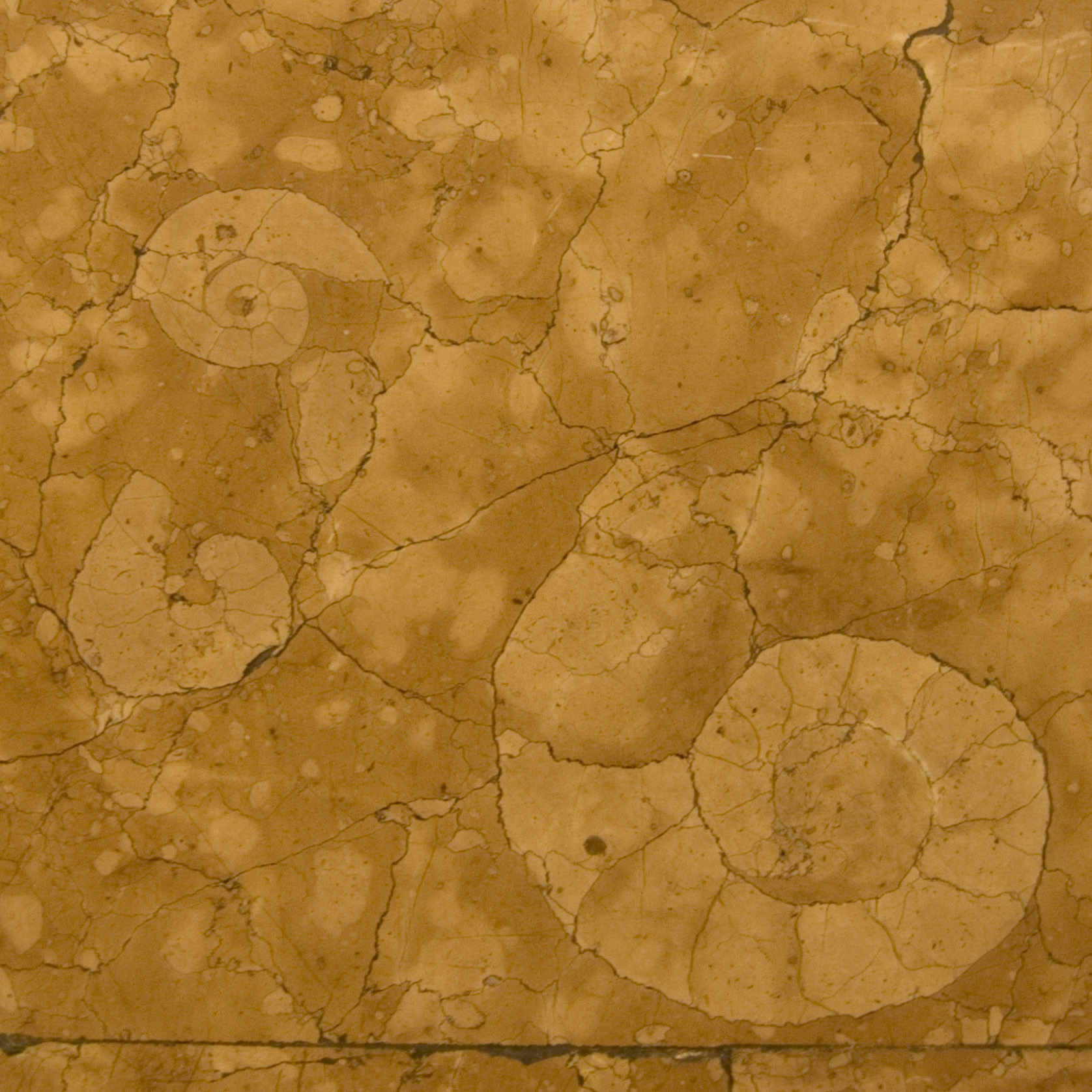
Ammonitschale als Einschluss im Marmor
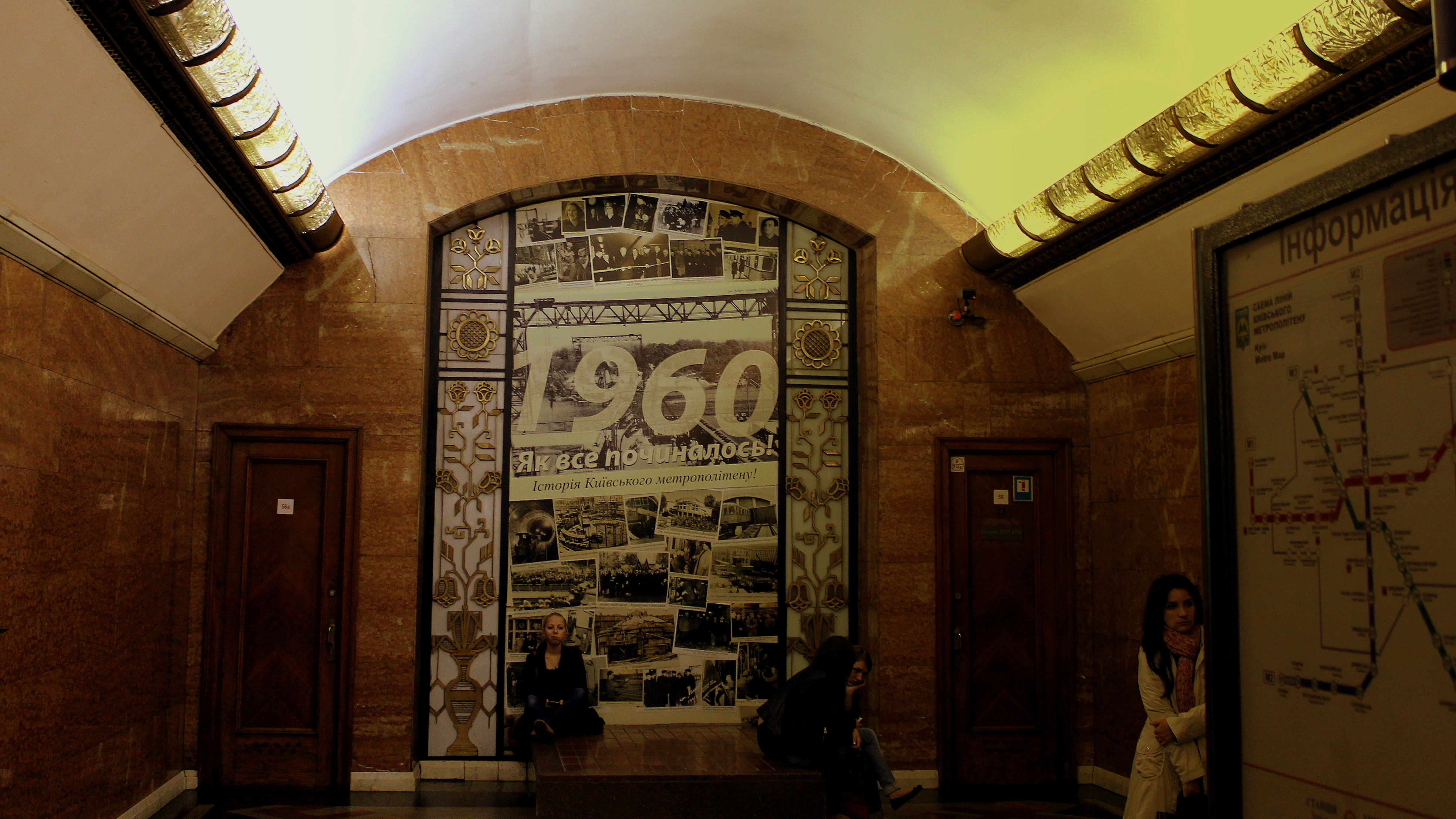
Plakatwand
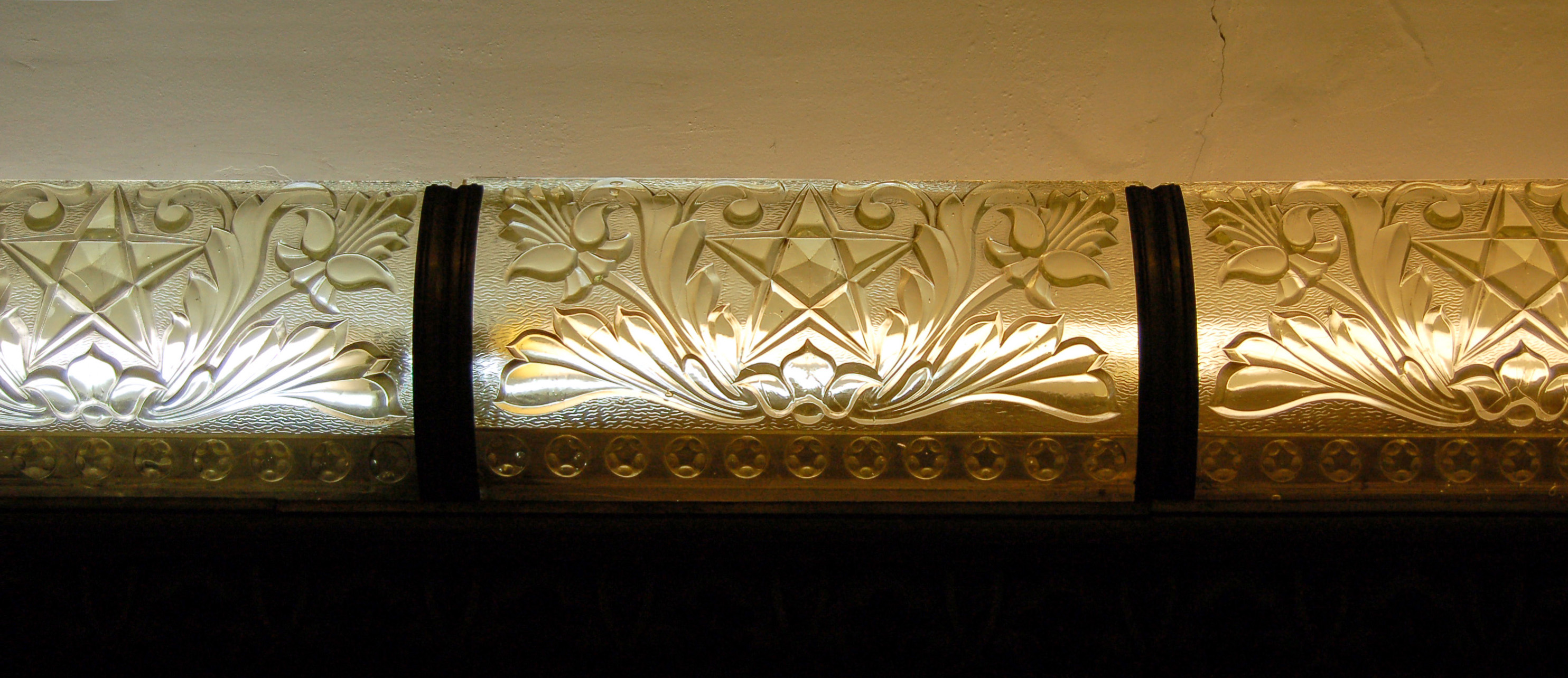
Detail der Beleuchtung
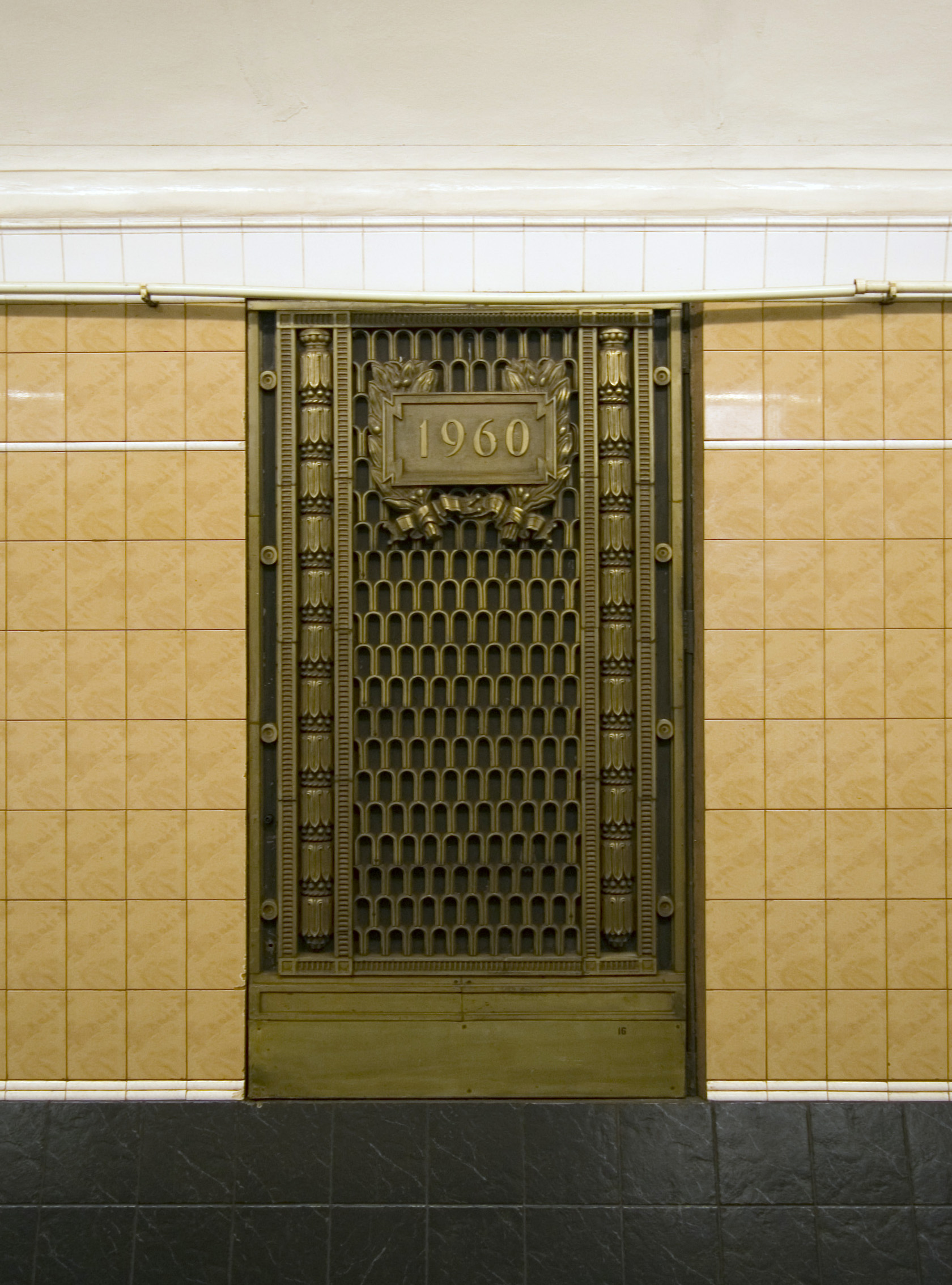
Tür in der Bahnsteigwand
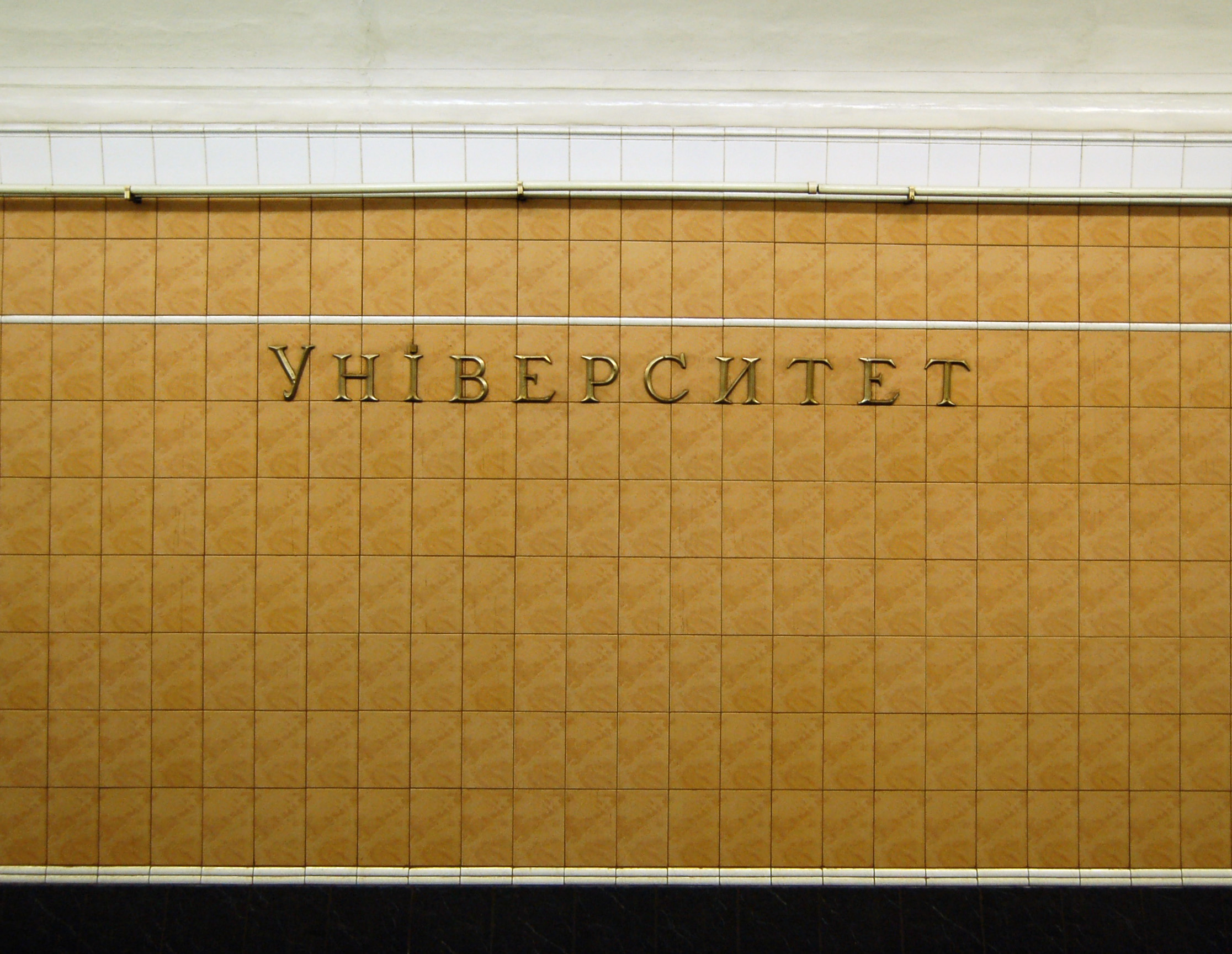
Bahnsteigwand mit dem Stationsnamen

Büsten
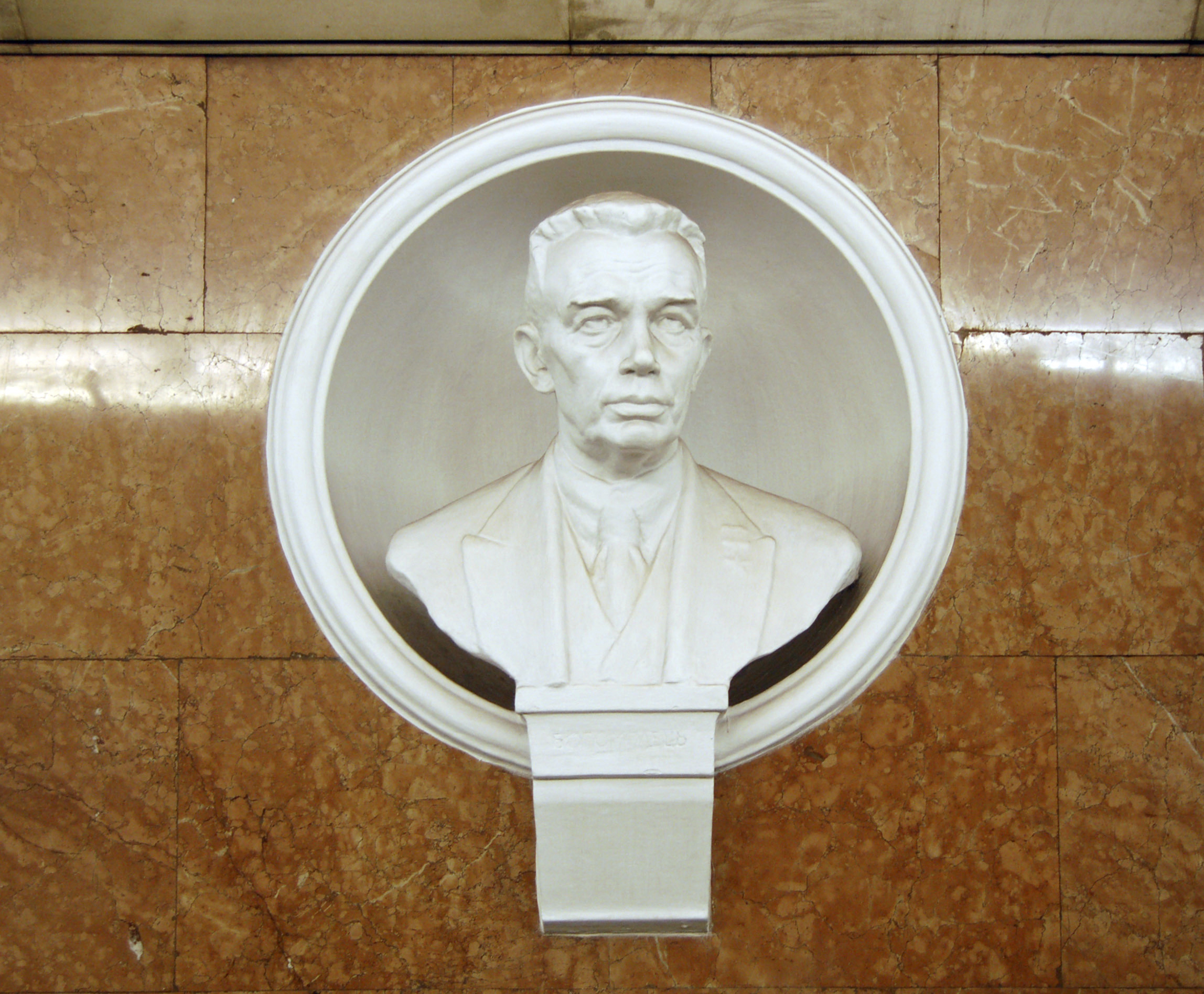
Bogomelez
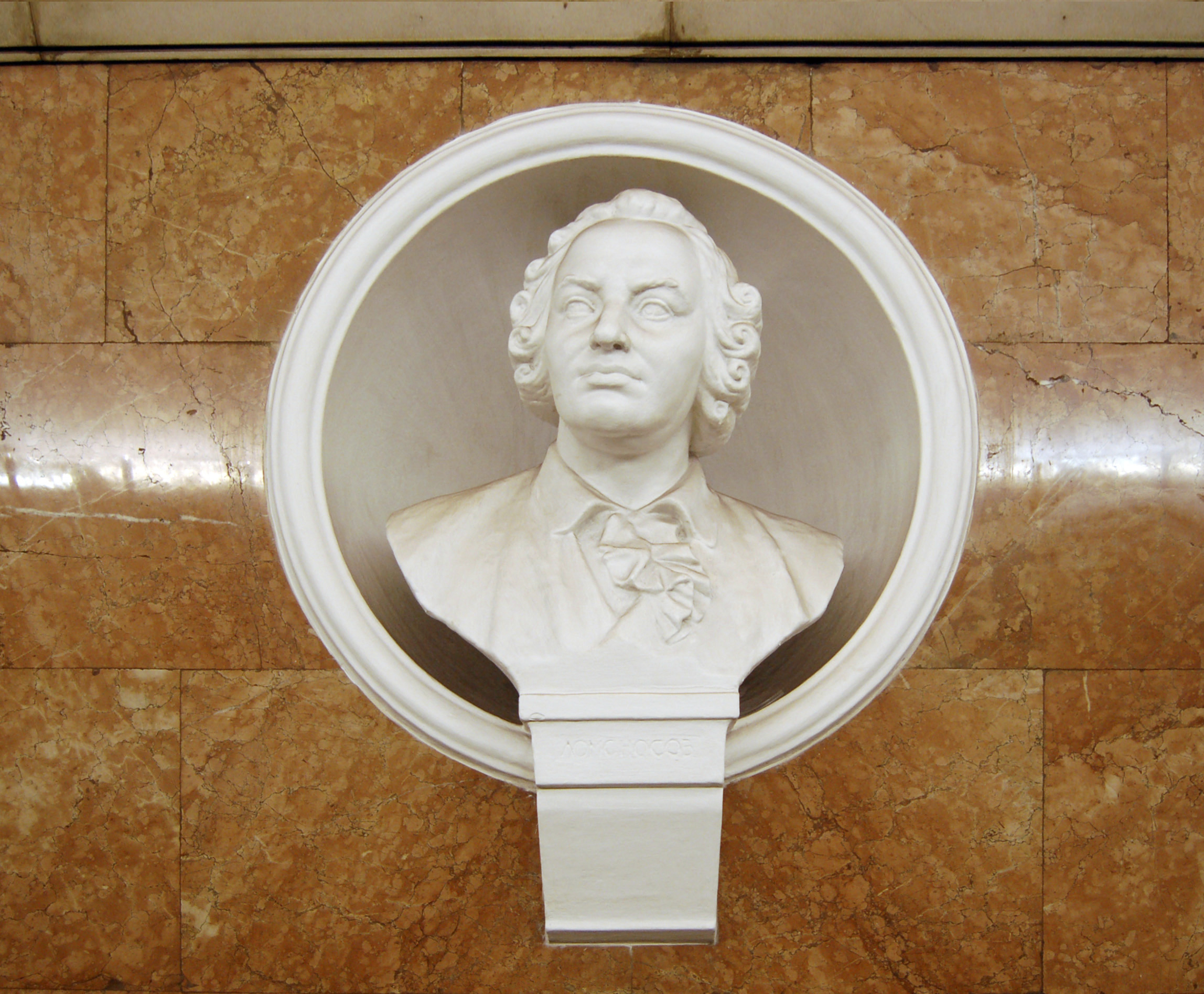
Lomonossow
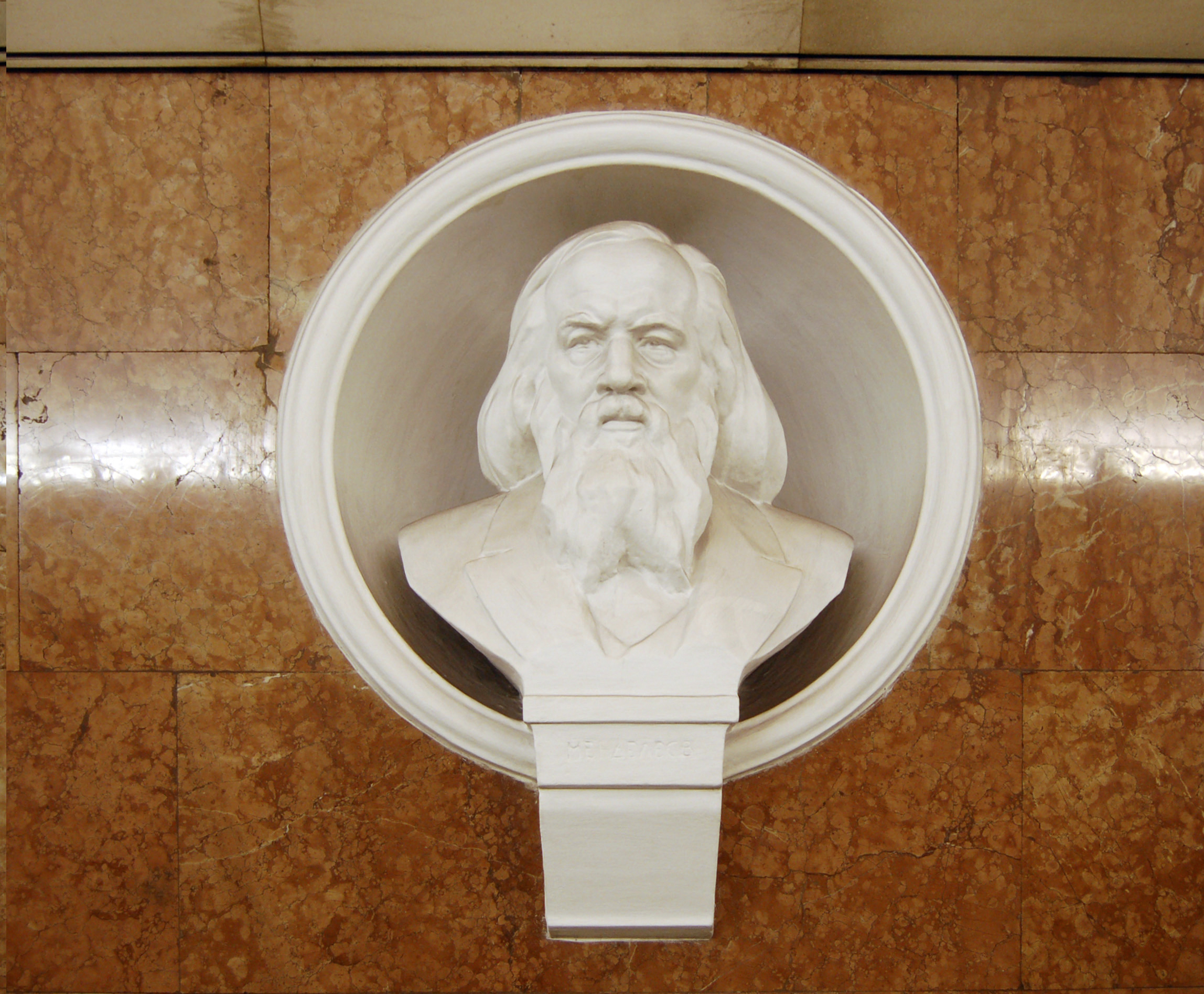
Mendelejew
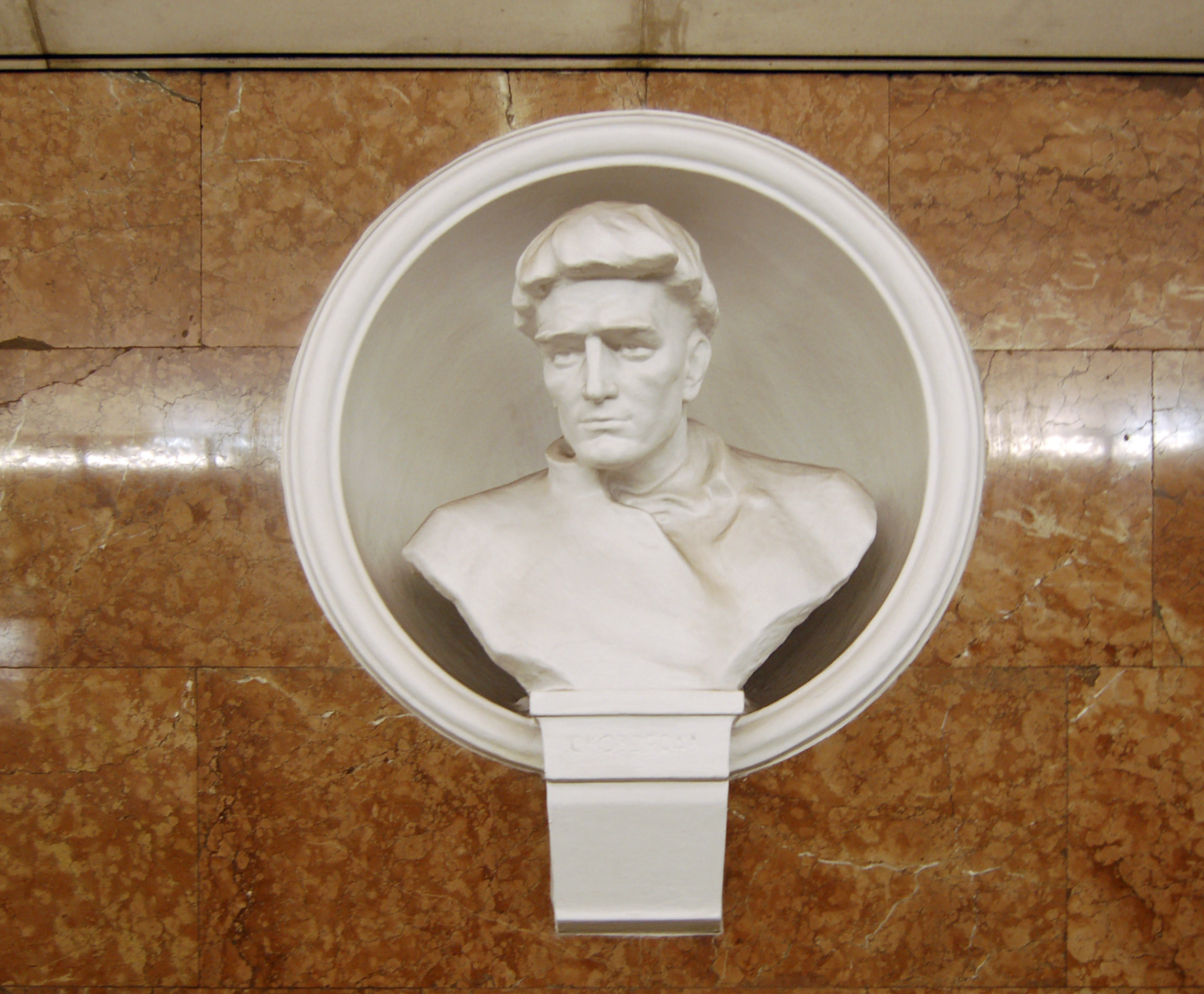
Skoworoda
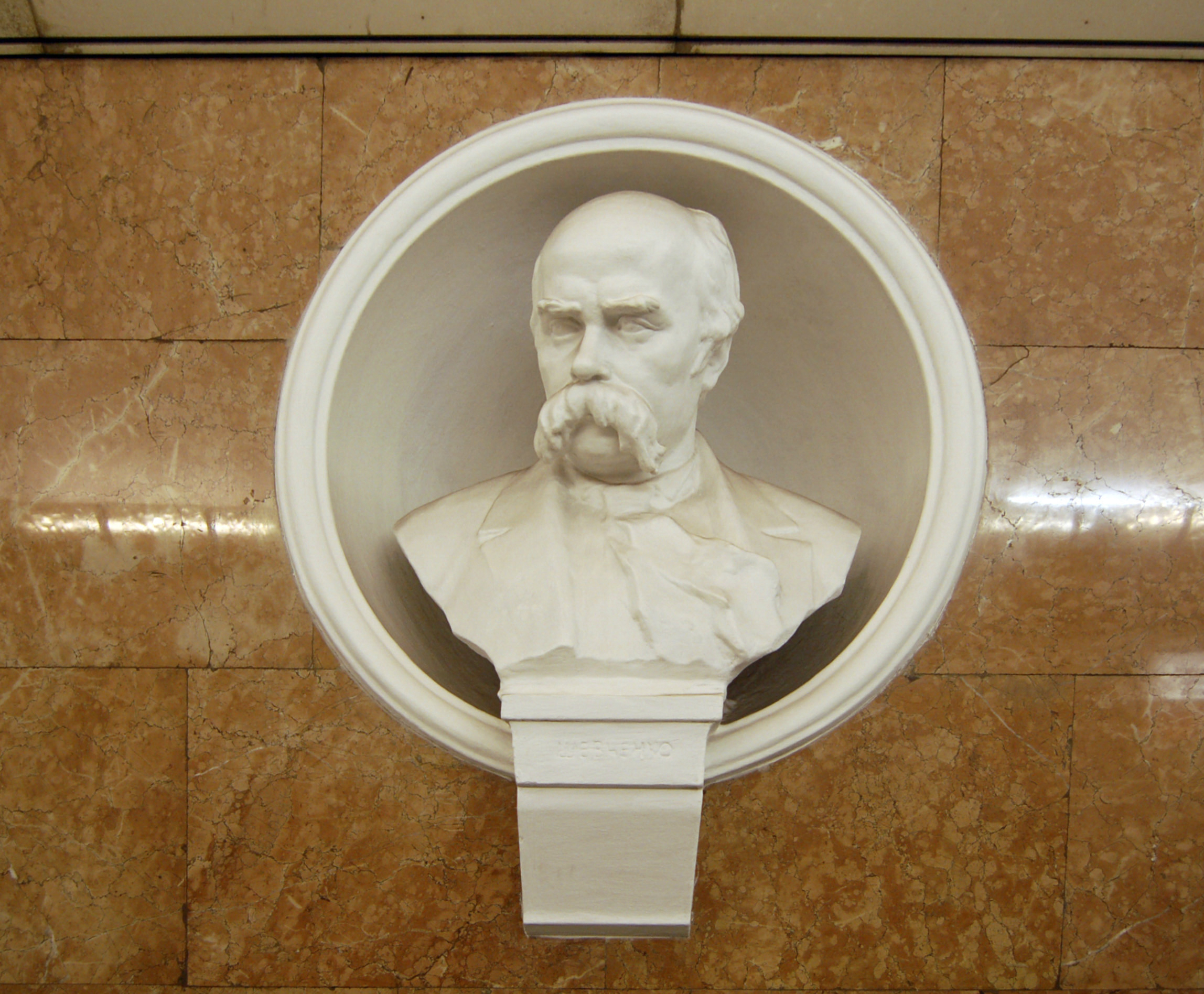
Schewtschenko
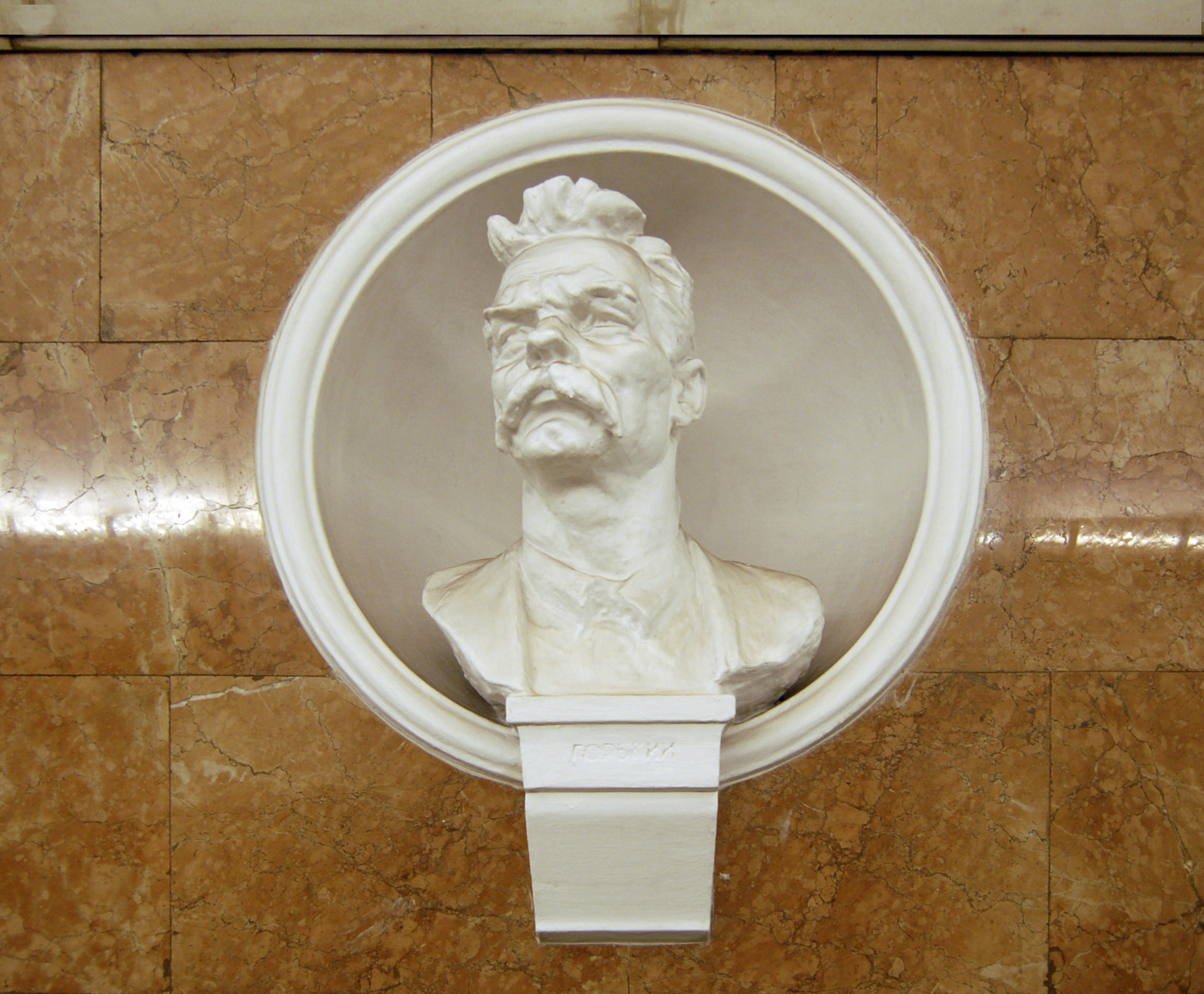
Gorki
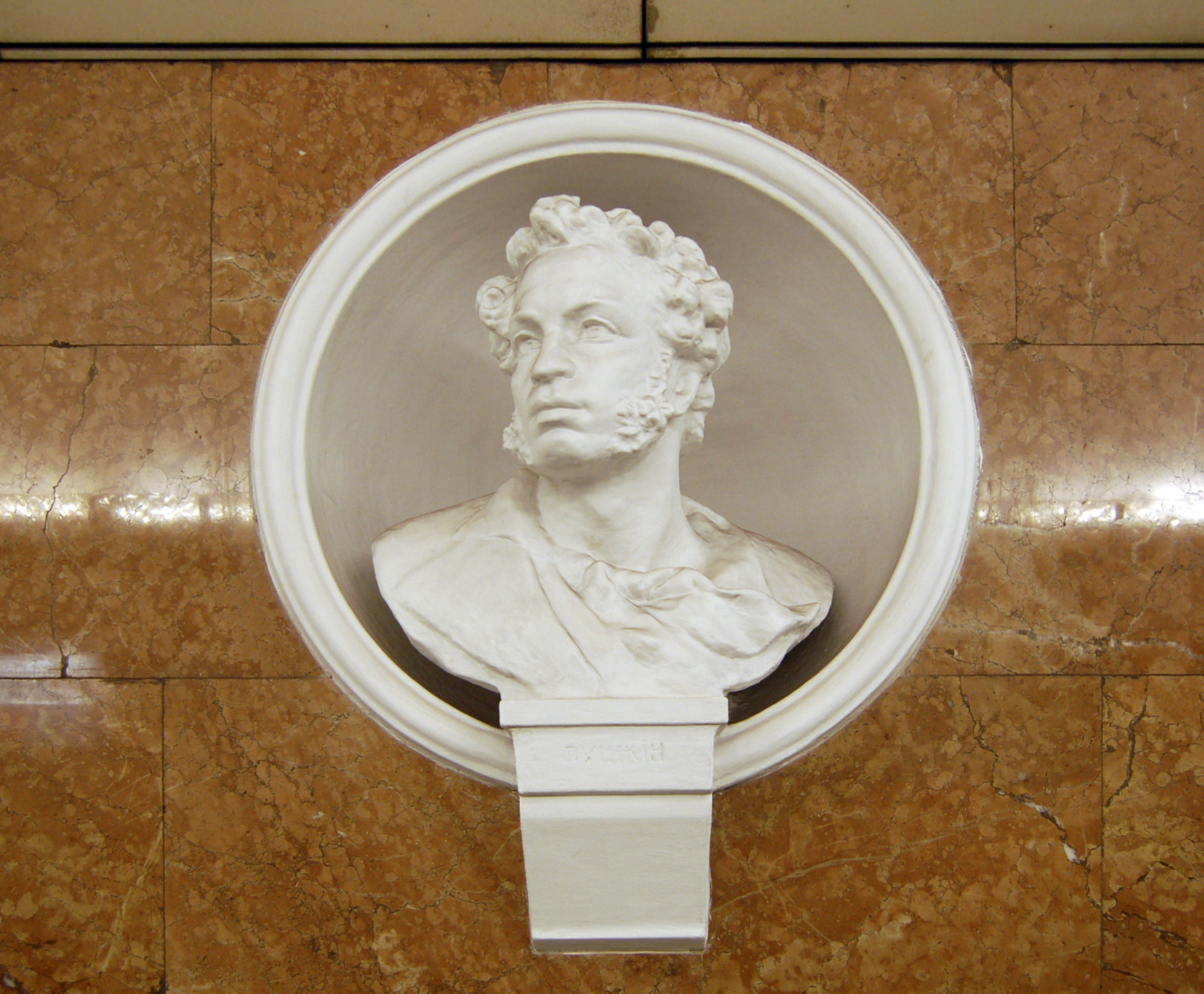
Puschkin
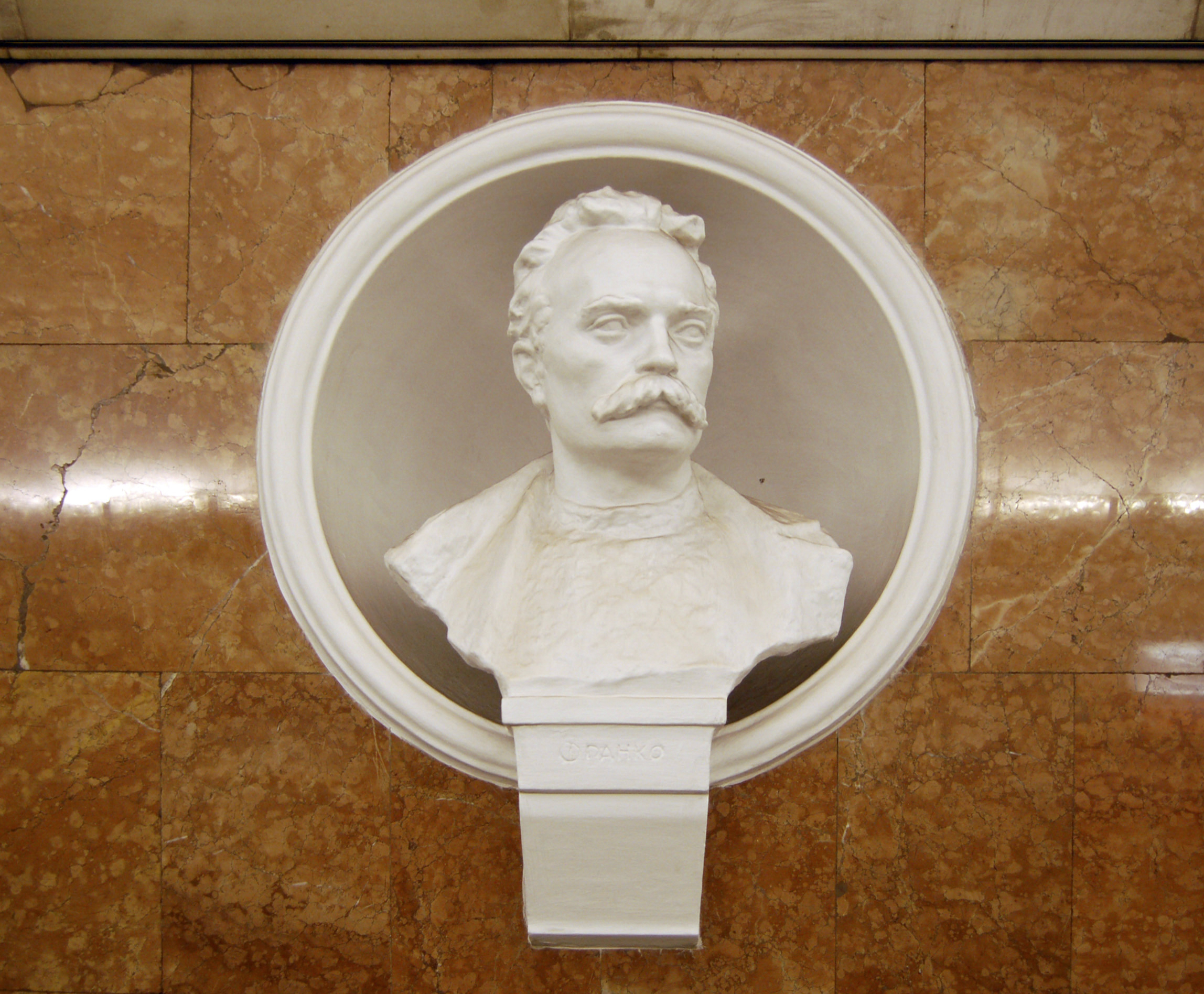
Franko
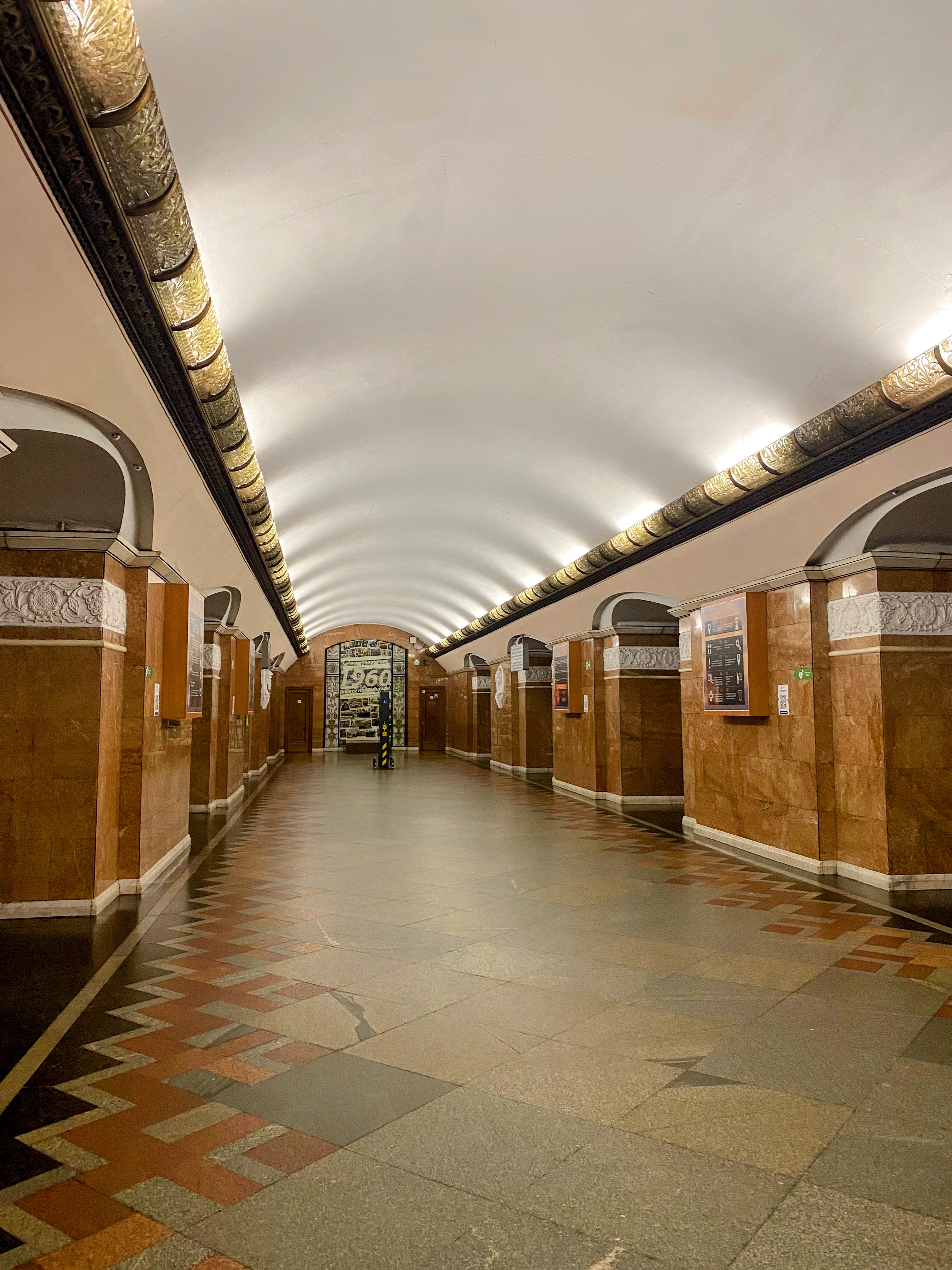
abgedeckte Büsten russischer Künstler und Wissenschaftler

## Betrieb
Die Station erschließt das westliche Stadtzentrum Kiews, insbesondere die namensgebende Universität und den als Naherholungsgebiet wichtigen Botanischen Garten. Angebunden ist sie an mehrere Autobus- und Trolleybuslinien und Marschrutkas. Die Straßenbahnlinien auf dem Taras-Schewtschenko-Boulevard wurden mit dem weiteren Ausbau der Linie 1 der Metro zuerst ausgedünnt und später ganz eingestellt.
2011 wurde der Bahnhof von 23.900 Fahrgästen täglich benutzt. Der Bahnhof ist täglich von 05:45 bis 00:16 Uhr geöffnet, der erste Zug verkehrt 05:55 Uhr, der letzte um 00:24 Uhr.